# Ipatjev-huis

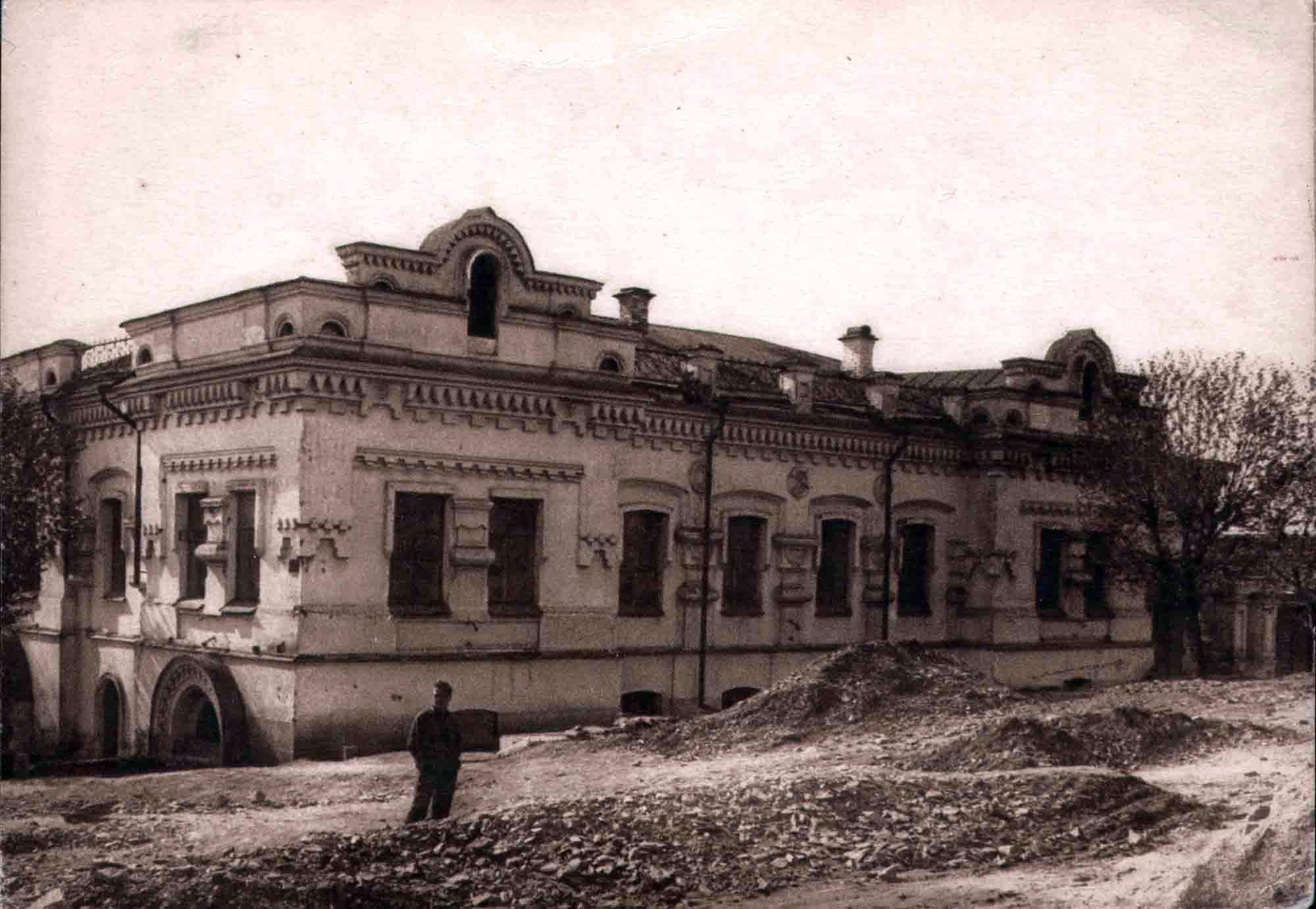
Het Ipatjev-huis op een oude briefkaart

Het Ipatjev-huis (Russisch: Дом Ипатьева; Dom Ipatjeva of Ипатьевский дом; Ipatjevski dom) was het huis van handelaar Nikolaj Ipatjev in de Russische stad Jekaterinenburg op de Voznesenski-heuvel aan de oelitsa Karla Libknechta (vernoemd naar Karl Liebknecht; vroeger Voznesenski prospekt). Het werd bekend door de executie van de laatste tsaar Nicolaas II en zijn familie in de kelder van dit huis. Het huis werd gesloopt in 1977.

## Geschiedenis van het gebouw

### Bouw en eigenaren
Het Ipatjev-huis was 31 meter lang en 18 meter breed en relatief modern voor die tijd met onder andere stromend water, elektriciteit en telefoon en was verder rijkelijk versierd. Het had, doordat het op een heuvel stond, aan de oostelijke façade (de voorzijde) één verdieping en aan de westelijke façade twee. De kelders van het gebouw bevonden zich in de heuvel aan de oostzijde. Het werd gebouwd in opdracht van ijzer-mijnbouwingenieur en staatsraadslid Andrej Redikortsev in 1897. Door corruptiebeschuldigingen was hij echter genoodzaakt het te verkopen aan platina-mijnbouwondernemer I. G. Tsaravjev. Deze verkocht het huis in 1908 voor 6000 Roebel aan de rijke joodse handelaar Nikolaj Ipatjev (een broer van scheikundige Vladimir Ipatjev), die een metallurgisch bedrijf had. Hij woonde er op de eerste verdieping en had zijn kantoor op de begane grond.
Vlak voor de komst van de tsarenfamilie werd Ipatjev uit zijn huis gezet door de regionale Oeral-sovjet van de bolsjewieken, die het huis geschikt achten voor het huisvesten van de tsarenfamilie vanwege de centrale ligging in de stad.

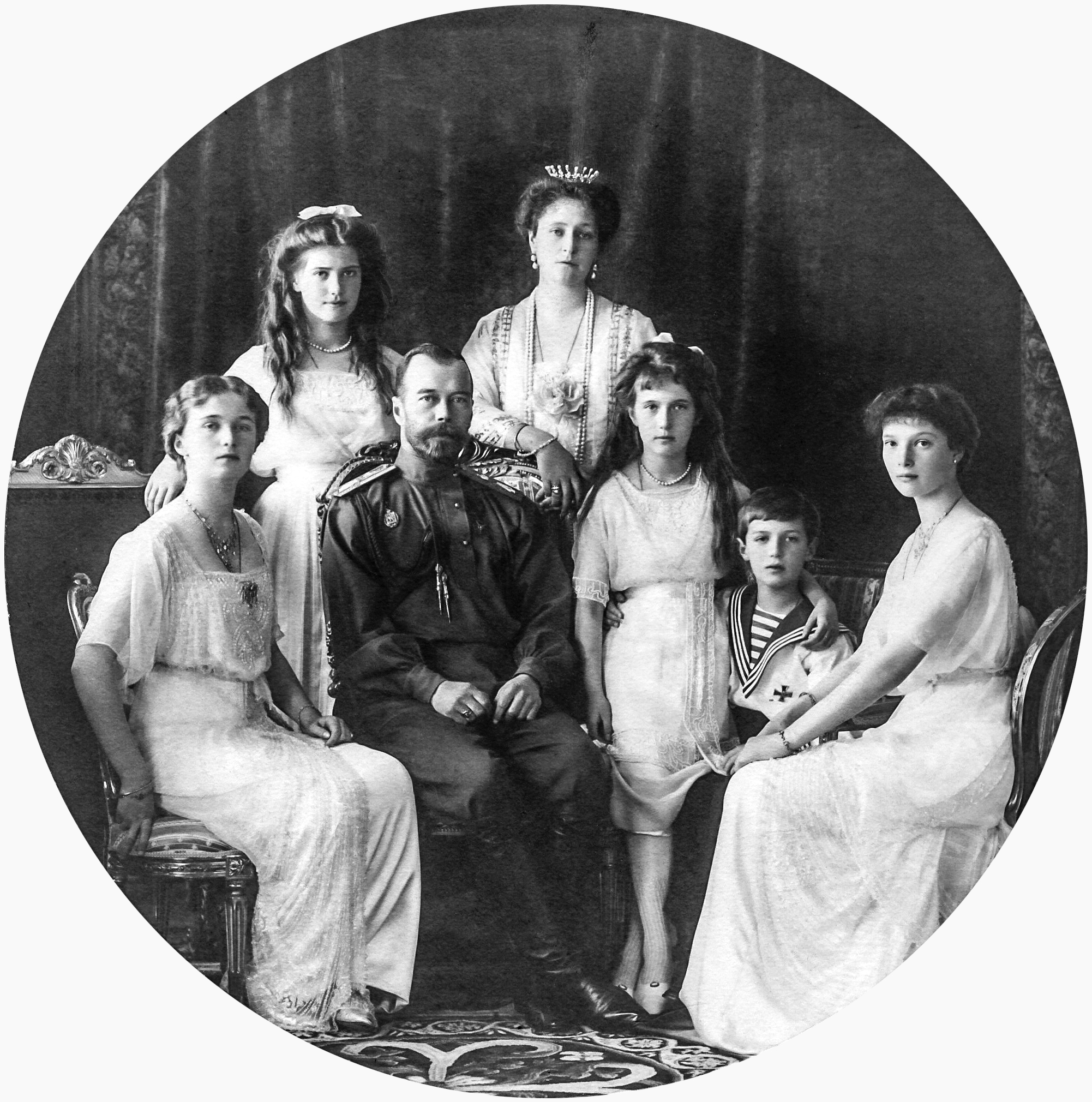
Nicolaas II met zijn familie. Van links naar rechts: Olga, Maria, Tsaar Nicolaas II, zijn vrouw Alexandra, Anastasia, Aleksej en Tatjana.

### Opsluiting en executie van de Romanovs

#### Deportatie vanuit Tobolsk en gevangenschap in Jekaterinenburg
De tsarenfamilie kreeg op 22 april 1918 te horen dat ze zouden worden verplaatst vanuit Tobolsk, dat door de Witten onder leiding van admiraal Aleksandr Koltsjak werd bedreigd. Omdat kroonprins Aleksej net gevallen was en een interne bloeding had, kon hij niet worden verplaatst. Op 26 april vertrokken Nicolaas, zijn vrouw Alexandra Fjodorovna en dochter Maria met de trein richting Moskou, dat in handen was van de bolsjewieken. Ze werden op 30 april bij aankomst in Jekaterinenburg echter gedwongen uit te stappen en opgesloten in het Ipatjev-huis. Op 23 mei volgden hun andere dochters Olga, Tatjana en Anastasia en zoon Alexej. Hiernaast kwamen hun dokter Eugene Botkin, dienstmeid Anna Demidova, Ivan Charitonov en bediende Alouzy Tropp mee. Andere vrienden, zoals Pierre Gilliard en Sidney Gibbes die vanaf het begin bij hen waren, werden of opgesloten in gevangenissen of verzocht de stad te verlaten.
Het huis werd omgeven met een hoge houten schutting, zodat de Romanovs niet in de stad konden kijken of andersom gezien worden vanuit de stad. Ze werden bewaakt door een groep bolsjewieken onder leiding van commandant Avdejev. Hij werd op 4 juli vervangen door de commandant Jakov Joerovski.

#### Moord op de tsarenfamilie
Net na middernacht op 16 of 17 juli 1918 liet Joerovski het voormalige keizerlijke gezin naar de kelders van het Ipatjev-huis brengen. Er was een ongesigneerde opdracht verzonden vanuit Moskou aan de lokale Oeral-sovjetleider Jakov Joerovski om te zorgen dat de tsaar geen problemen meer op zou leveren. Joerovski trok daarop in de nacht van 17 juli met 10 militieleden naar de kelders en schoot om 2:33 in de morgen persoonlijk de tsaar en Aleksej dood, terwijl de anderen de overige familieleden en de kok, bediende, dienstmeid en dokter doodschoten. Een aantal van de meisjes overleefde de eerste schoten door de vele sieraden die ze droegen, waarna het executiepeloton met de bajonetten van hun geweren een einde maakten aan hun leven. Hierna werden de lijken naar buiten gesleept en op vrachtwagens geladen, waarna ze naar een verlaten mijnbouwschacht van een voormalige ijzermijn werden vervoerd genaamd Vier broers, naar de 4 grote dennenbomen die daar stonden. Aldaar aangekomen ontkleedden ze de lichamen en staken de kleren in brand. De lichamen werden daarop in de ondergelopen mijnschacht gegooid, maar er stond niet genoeg water om ze aan het oog te onttrekken. De dag daarop werd hun werk om 11 uur 's morgens gecontroleerd door lokale sovjetleiders en kregen Joerovski en zijn militieleden opdracht de lichamen ergens anders te begraven, waar ze minder makkelijk konden worden gevonden. Joerovski ging daarop de volgende nacht opnieuw naar de mijn en haalde de lichamen er weer uit, waarna hij en zijn militie probeerden de natte lichamen van de tsaar, Alexandra, Aleksej en dokter Botkin te verbranden, wat echter onvoldoende lukte. Joerovski wilde daarop de lichamen in een andere mijnschacht gooien, niet ver daarvandaan. De vrachtwagens die de lichamen vervoerden kwamen echter vast te zitten in de modder op een landweggetje ten noorden van Jekaterinenburg. Omdat de wagens niet loskwamen, werd besloten de lichamen op die plek in een lokale mijnschacht genaamd Ganja's mijn te gooien en ze daar te begraven.

### Komst van de Witten: Onderzoek (1918 - 1919)

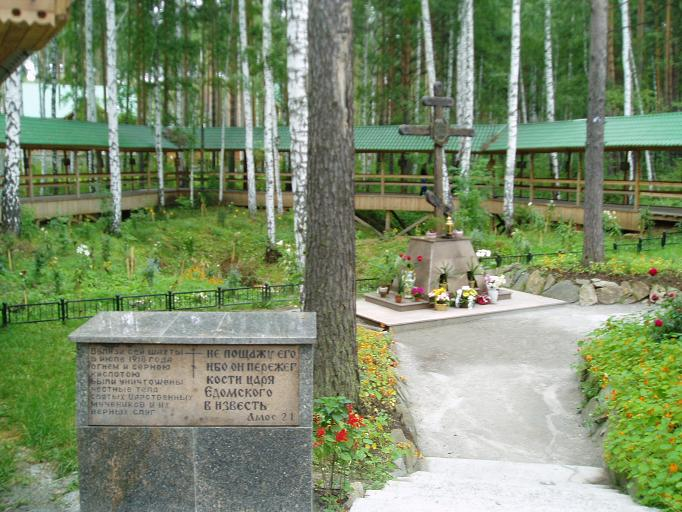
Monument voor de tsarenfamilie in Ganina Jama (Ganja's mijn), de plaats waar de tsarenfamilie werd begraven. Nu het Klooster van de heilige koninklijke lijdendulders.

Kort na de executie werd het huis door de bolsjewieken teruggegeven aan Ipatjev. Kort daarop, op 25 juli 1918, viel de stad in handen van de Witten, die meteen een onderzoek instelden naar de dood van de voormalige tsaar en zijn familie in het huis. De Tsjechische generaal Radola Gajda van de Witten vestigde zijn hoofdkwartier in het gebouw, ondanks protest van de onderzoekers, in oktober 1918. Tegen het einde van 1919 bedreigde het Rode Leger de stad en probeerde Ipatjev zijn huis te verkopen aan de Russisch-Tsjechische handelskamer. Admiraal Koltsjak kwam hierachter en verbood de verkoop. In plaats daarvan huurde hij het huis van Ipatjev voor 6000 Roebel voor 6 maanden, om het onderzoek voort te kunnen zetten. Het witte Leger werd daarop uit de stad verjaagd en Ipatjev emigreerde naar Praag.

### Onder sovjet-bestuur (1919 - 1977)
Het huis stond daarop lange tijd leeg. In 1927 werd in het gebouw een museum over de revolutie en de moord op de Romanovs opgericht. Waarop het toerisme op gang kwam, al mochten de kelders niet worden bezocht, omdat de lokale sovjet daar zijn documenten bewaarde. In 1932 werd het museum weer gesloten. Na 1945 werd het gebouw op verschillende manieren gebruikt, zoals een atheïstisch museum, en als opslagplaats voor de archieven van de lokale sovjet. Het gebouw was verboden voor gewone Russen, maar leden van de communistische partij kwamen er wel met hun vrienden.
Het huis werd een curiositeit. Een Engelse verzamelaar kocht zelfs de hele muur van de kelder, waartegen de tsarenfamilie was vermoord.
Het huis werd in 1974 een historisch monument, maar het jaar daarop werden de bijgebouwen en de benedenkamers gesloopt.

### Sloop
Ook buitenlandse zakenlieden kwamen tijdens hun reis naar de stad naar het huis. De sovjets wilden dit toerisme inperken en vreesden dat de plaats een bedevaartsoord zou worden voor Russische en buitenlandse aanhangers van de monarchie. Op 30 juli 1975 gaf de voorzitter van de KGB Joeri Andropov tijdens een vergadering van het Politbureau aan dat hij daarom het huis wilde slopen. Na een stemming werd hiermee ingestemd en Politbureaulid Michail Soeslov gaf opdracht aan de lokale Oeral-sovjetleider Boris Jeltsin om het gebouw helemaal te slopen, waarna deze het huis liet slopen in de nacht van 27 op 28 juli 1977 onder het mom van het verbeteren van de verkeersstromen in de stad. De plaats waar het Ipatjev-huis stond bleef vervolgens braak liggen. In het geheim kwamen er regelmatig Russen om te rouwen over de tsarenfamilie en er bloemen te leggen.

### Na de Sovjet-Unie
In 1990 werd het terrein door de lokale sovjets overgedragen aan het bisdom Jekaterinenburg. Na het uiteenvallen van de Sovjet-Unie kwamen al snel kruisen op het terrein te staan en werd een houten kapelletje gebouwd, die in 1999 werd vervangen door een nieuwe kapel.
Ook boog de Russisch-orthodoxe Kerk zich over de vraag of de tsaar en zijn familie niet heilig moesten worden verklaard. Na 8 jaar vergaderen, werden de tsaar en zijn familie in 2000 tot strastoterpets verklaard en begon de bouw van een kathedraal op de plaats waar het Ipatjev-huis had gestaan. In 2003 kwam deze Kathedraal op het bloed gereed en werd geopend door de voormalige president Jeltsin (dezelfde man die het Ipatjev-huis had laten slopen). De lichamen van de tsarenfamilie werden in 1991 opgegraven en in 1998 herbegraven in de Sint Petrus en Paulus Kathedraal in Sint-Petersburg.